# 精美泡螺
精美泡螺（學名：Hydatina exquisita）为泡螺科泡螺属的动物，舊屬後鰓目，今屬異鰓類的下異鰓類支序。分布於南太平洋的法屬波里尼西亞的馬克薩斯群島，長21 mm。球型，殼薄，有黑色及紫色的螺旋狀的帶紋，縫合處之下有窄窄的白帶。小柱前端稍微指向右側。